# 重铬酸银
重铬酸银是无机化合物，化学式为Ag2Cr2O7，不溶于水，遇热水分解。

## 制备
K2Cr2O7 + AgNO3 → Ag2Cr2O7 + 2KNO3
这个反应需要硝酸来控制酸度。

## 应用
相关的配合物在有机化学中用作氧化剂。例如，重铬酸四吡啶合银，[Ag2(py)4]2+[Cr2O7]2-，用作将苄醇和烯丙醇类化合物转化为相应的羰基化合物。